# 后红楼梦
后红楼梦，清代白话章回小说，逍遥子著，为《红楼梦》续书之一。该书约作于1796年（清嘉庆元年）前后，为已知最早的《红楼梦》续书。该小说共30回，接《红楼梦》第120回。

## 情节概述
贾政捉住僧道二人，释放了林黛玉、晴雯二人的魂魄，二人因而复活。黛玉复活后，不理会贾宝玉众人。林黛玉堂兄林良玉欲将林府财产转交黛玉。于是，众人期许宝黛成婚，以便使贾府度过难关。黛玉开始对婚事无动于衷，但在梦遇太虚幻境后，态度逐渐转变。在贾政答应了一系列条件后，二人始成婚。婚后，黛玉一如凤姐，大兴荣国府。之后，曹雪芹被邀入贾府，共同商议如何结束红楼故事，宝玉采用黛玉意见，以情作结。

## 评价
清代梁章钜评论道：“（《后红楼梦》）以开卷之秦氏为人情之始，以卷终之青为点睛之笔，摹写柔情，婉娈万状，启人淫窦，导人邪机。”